# WRC 2
WRC 2 da FIA (anteriormente designado como Campeonato Mundial de Rali para Automóveis Super 2000 ou SWRC) é um campeonato de rali paralelo ao Campeonato Mundial de Rali, disputado nas mesmas provas. O WRC 2 é limitado a carros de produção homologados sob as regras Rally2 (antigas regras R5). Como a classe principal, as equipas devem registar os carros e os pilotos privados não podem entrar diretamente. Existem títulos de campeonatos separados concedidos a equipas, pilotos e co-pilotos. O formato atual começou em 2013 com a introdução do Grupo R.

## História

### Super 2000 World Rally Championship (S-WRC)
Em 2010, o há muito estabelecido Campeonato Mundial de Rali de Automóveis de Produção, (P-WRC), que foi anteriormente aberto aos carros Super 2000 e Grupo N4, foi dividido em dois campeonatos separados para cada classe.  O P-WRC manteve os carros do Grupo N, enquanto a nova série para carros Super 2000 foi chamada de Super 2000 World Rally Championship (S-WRC). Houve também uma Taça do Campeonato Mundial de Rally para equipas dentro do S-WRC, mas foi descontinuada após 2010. Em 2011, os carros R4 do Grupo R foram elegíveis para entrar, seguido pela adição de Carros de Corrida Regionais (RRC), uma subclasse do Super 2000, em 2012.

### Campeonato Mundial de Rally 2 (WRC-2)
Com a introdução do R5 no Grupo R em 2013, as regras de elegibilidade foram relaxadas ainda mais para permitir o R5 e os carros do Grupo N com tração às quatro rodas.  Isto essencialmente fundiu o P-WRC e o S-WRC na mesma competição e o campeonato foi renomeado WRC-2, enquanto um campeonato WRC 3 separado para carros com tração nas duas rodas também foi introduzido ao mesmo tempo. Em 2019, as regras de elegibilidade foram alteradas mais uma vez e apenas carros R5 podiam entrar. A classe R5 foi renomeada para Rally2 em 2019 e os carros anteriormente homologados no R5 ainda são elegíveis para competir como Rally2.
Após o lançamento dos carros do Grupo Rally3 em 2021, o Campeonato WRC3 de 2022 tornou-se exclusivo para estes carros. O WRC2 foi expandido para permitir pilotos privados de carros Rally2. Foram também criados títulos de campeonato WRC2 específicos para Juniores e títulos de Masters Cup.

## Vencedores
| Ano       | Campeão             | Carro                             | 2º                   | Carro                                 | 3º                   | Carro                                                  |
| WRC2 Open | WRC2 Open           | WRC2 Open                         | WRC2 Open            | WRC2 Open                             | WRC2 Open            | WRC2 Open                                              |
| --------- | ------------------- | --------------------------------- | -------------------- | ------------------------------------- | -------------------- | ------------------------------------------------------ |
| 2024      | Sami Pajari         | Toyota GR Yaris Rally2            | Oliver Solberg       | Škoda Fabia RS Rally2                 | Nikolay Gryazin      | Citroën C3 Rally2                                      |
| 2023      | Andreas Mikkelsen   | Škoda Fabia RS Rally2             | Gus Greensmith       | Škoda Fabia RS Rally2                 | Yohan Rossel         | Citroën C3 Rally2                                      |
| 2022      | Emil Lindholm       | Škoda Fabia Rally2 evo            | Andreas Mikkelsen    | Škoda Fabia Rally2 evo                | Kajetan Kajetanowicz | Škoda Fabia Rally2 evo                                 |
| WRC 2     |                     |                                   |                      |                                       |                      |                                                        |
| 2021      | Andreas Mikkelsen   | Škoda Fabia Rally2 evo            | Mads Østberg         | Citroën C3 Rally2                     | Jari Huttunen        | Hyundai i20 R5 Hyundai i20 N Rally2 Ford Fiesta Rally2 |
| 2020      | Mads Østberg        | Citroën C3 R5                     | Pontus Tidemand      | Škoda Fabia R5 evo                    | Adrien Fourmaux      | Ford Fiesta R5 Mk. II                                  |
| 2019      | Pierre-Louis Loubet | Škoda Fabia R5 Škoda Fabia R5 evo | Kajetan Kajetanowicz | Volkswagen Polo GTI R5 Škoda Fabia R5 | Benito Guerra Jr.    | Škoda Fabia R5 Škoda Fabia R5 evo                      |
| 2018      | Jan Kopecký         | Škoda Fabia R5                    | Pontus Tidemand      | Škoda Fabia R5                        | Kalle Rovanperä      | Škoda Fabia R5                                         |
| 2017      | Pontus Tidemand     | Škoda Fabia R5                    | Eric Camilli         | Ford Fiesta R5                        | Teemu Suninen        | Ford Fiesta R5                                         |
| 2016      | Esapekka Lappi      | Škoda Fabia R5                    | Elfyn Evans          | Ford Fiesta R5                        | Teemu Suninen        | Škoda Fabia R5                                         |
| 2015      | Nasser Al-Attiyah   | Ford Fiesta RRC Škoda Fabia R5    | Yuriy Protasov       | Ford Fiesta RRC                       | Esapekka Lappi       | Škoda Fabia R5                                         |
| 2014      | Nasser Al-Attiyah   | Ford Fiesta RRC                   | Jari Ketomaa         | Ford Fiesta R5                        | Lorenzo Bertelli     | Ford Fiesta RRC Ford Fiesta R5                         |
| 2013      | Robert Kubica       | Citroen DS3 RRC                   | Abdulaziz Al-Kuwari  | Ford Fiesta RRC                       | Yuriy Protasov       | Vários ‡                                               |
| S-WRC     |                     |                                   |                      |                                       |                      |                                                        |
| 2012      | Craig Breen         | Ford Fiesta S2000                 | Per-Gunnar Andersson | Proton Satria Neo S2000               | Yazeed Al-Rajhi      | Ford Fiesta RRC                                        |
| 2011      | Juho Hänninen       | Škoda Fabia S2000                 | Ott Tänak            | Ford Fiesta S2000                     | Martin Prokop        | Ford Fiesta S2000                                      |
| 2010      | Xavier Pons         | Ford Fiesta S2000                 | Patrik Sandell       | Škoda Fabia S2000                     | Martin Prokop        | Ford Fiesta S2000                                      |

- ‡ Yuriy Protasov participou com 3 carros durante a época de 2013: Nas primeiras corridas utilizou um Subaru Impreza STi mudando para um Ford Fiesta RRC e mais tarde para um Ford Fiesta R5.